# Peter Hollens
Ne doit pas être confondu avec Peter Hollins.
Peter Hollens, né le 4 mars 1980 à Eugene, est un auteur-compositeur-interprète américain. Il contribue à la musique a cappella depuis 1999 lorsque lui et Leo da Silva fondent le groupe a cappella de l'Université d'Oregon, On The Rocks, qui est le premier groupe universitaire d'a cappella en Oregon.

## Biographie
Initialement de Ashland (Oregon), Hollens est diplômé de l'Université d'Oregon d'un baccalauréat en musique. Après son diplôme, Hollens s'investit dans la vie des groupes a cappella des campus de tous les États-Unis d'Amérique, en organisant des concours de groupes a cappella. En 2010, il participait à l'émission The Sing-Off diffusée par la chaine américaine NBC, dans laquelle il a eu des éloges des juges Shawn Stockman, Nicole Scherzinger et Ben Folds pour sa performance solo et la performance de son groupe On the Rocks,. Il avait obtenu la 6e place sur 10. Hollens travaille actuellement dans son studio à Eugene, Oregon, et à récemment travaillé pour Sony et Epic Records.
Les disques de Hollens comprennent des titres de "The Sing-Off Season 2-Greatest Hits" comme également certains tirés d'albums de groupes a cappella comme On the Rocks, Divisi, Cornell's Chordials, the Duke's Men of Yale et les Whiffenpoofs.  Il a aussi enregistré les gagnants de la saison 2 de Sing-Off, les Backbeats, et le groupe The Swingle Singers, gagnants du Grammy Award. Il collabore récemment avec Lindsey Stirling et Taylor Davis.
Son premier album a été publié en 2012.
En 2013, il travaille avec Eric Whitacre pour enregistrer la chanson d'apprentissage de "Fly to Paradise", le titre pour le Virtual Choir 4.
En 2014, il signe un contrat avec Sony Music,.

## Vie privée
Peter Hollens est marié avec Evynne Smith, fondatrice du groupe a cappella Divisi. Le 28 novembre 2013, Evynne Hollens, poste une vidéo sur sa chaîne YouTube pour annoncer la future naissance de leur enfant. Ashland James Hollens est né le 31 mars 2014.

## Morceaux
- Seasons Of Love (a cappella) featuring Evynne Hollens (single, ou monoplage)
- Poor Wayfaring Stranger (a cappella) featuring The Swingle Singers (single)
- Pray (a cappella) featuring Therry Thomas du groupe Committed et Courtney Jensen de The Backbeats and Noteworthy. (single)
- Lullaby (a cappella) (single)
- Need You Now (a cappella) featuring Evynne Hollens et Jake Moulton (single)
- Firework (a cappella) (single)[9]
- Born This Way (a cappella) (single)
- What’s My Name/Only Girl (a cappella) (single)
- Sleepwalking (a cappella) (single)
- Skyrim (Single avec Lindsey Stirling, 2012)[10]
- Somebody That I Used to Know (a cappella) (avec Evynne Hollens, 2012)
- Game Of Thrones (Single avec Lindsey Stirling, 2012)
- Don’t Stop Me Now (a cappella) (Single avec George Watsky, 2012)
- The Hobbit, Far over the misty mountains (a cappella) (Single, 2013)
- A Boy and a Girl (a cappella) featuring Evynne Hollens (Single, 2013)
- Brave (a cappella) (Single, 2013)
- Young Girls (a cappella) (Single, 2013)
- Take it Slow (a cappella) (Single avec AVByte, 2013)
- Carry On (a cappella) (Single, 2013)
- Hallelujah featuring Alisha Popat (Single, 2013)
- Double Down (a cappella) featuring Jonathan Wong (Single, 2013)
- It’s Time (Single avec Tyler Ward, 2013)
- Les Miserables Medley (a cappella) featuring Evynne Hollens (Single, 2013)
- Oreo Wonderfilled song (a cappella) (Single, 2013)
- The Rains of Castamere (a cappella) (Single, 2013)
- Edge of Night (Pippin's Song) (a cappella) (Single, 2013)
- Fall in Love (Single avec Evynne Hollens, 2013)
- Star Wars Medley (Single avec Lindsey Stirling, 2013)
- A Thousand Years (Single featuring Evynne Hollens et Lindsey Stirling, 2013)
- Want you gone (featuring MysteryGuitarMan) (Single, 2013)
- Everybody’s Got Somebody But Me (a cappella) (Single, 2013)
- Slumdog Millionaire (a cappella) (Single avec Alaa Wardi, 2013)
- Disney Medley (a cappella) (Single avec Alex G, 2013)
- Pirates Medley (a cappella) (Single avec les Gardiner Sisters, 2013)
- On Top Of The World (a cappella) (Single mit Mike Tompkins 2013)
- Disney Teen Beach Medley (Single avec Evynne Hollens, 2013)
- Georgia on my mind (Single avec Evynne Hollens, 2013)
- O Holy Night (a cappella) (Single, 2013)
- I see fire (a cappella) (Single, 2013)
- Into the West (a capella) (Single, 2013)
- Still Haven't Found What I'm looking for (Single avec Sabrina Carpenter, 2015)

## Discographie
- Covers (VOL. 2) (2012) « (official) »(Archive.org • Wikiwix • Archive.is • Google • Que faire ?) (consulté le 26 juin 2014)
- Covers (VOL. 1) (2012) « (official) »(Archive.org • Wikiwix • Archive.is • Google • Que faire ?) (consulté le 26 juin 2014)
- HOLLENS (HD) (2012) (official)
- Peter Hollens (2014)